# Бриуд
Бриу́д (фр. Brioude, окс. Briude) — город во Франции, административный центр одноимённого округа в департаменте Верхняя Луара на берегу реки Алье.
В городе сохранилось несколько средневековых зданий. Самое выдающееся — базилика святого Иулиана.
С Бриудом связаны две известные личности — мученик Иулиан Бриудский и разбойник Луи Мандрен, орудовавший здесь в середине XVIII века.